# Berlin-Hermsdorf

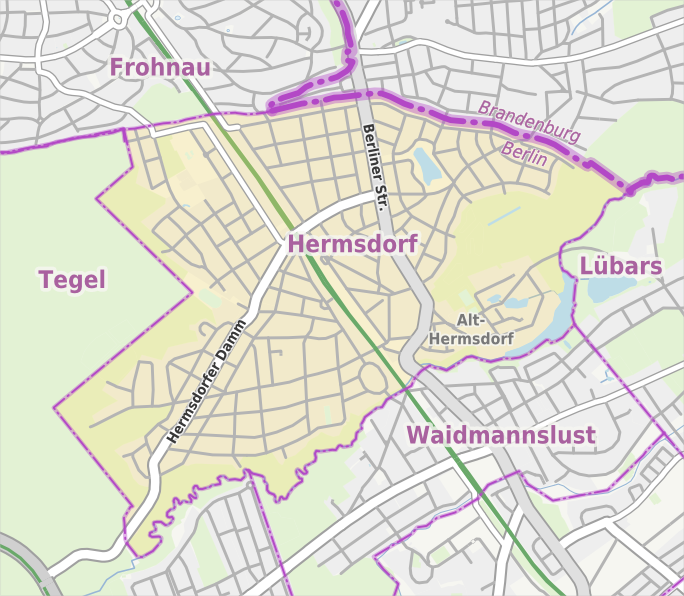
Übersichtskarte Hermsdorf

Hermsdorf ist ein Ortsteil im Norden des Bezirks Reinickendorf in Berlin.

## Geographie

### Lage
Hermsdorf liegt im zentralen Norden Reinickendorfs und ist mit rund 6,1 km² Fläche der sechstgrößte der elf Ortsteile des Bezirks.
Seine nördliche Begrenzung bildet die Stadtgrenze Berlins und ihre gedachte Verlängerung in westlicher Richtung bis zum Forst Tegel entlang der Burgfrauenstraße und dem Falkentaler Steig. Im Nordosten schließt sich die brandenburgische Gemeinde Glienicke/Nordbahn im Landkreis Oberhavel mit dem sogenannten Entenschnabel an. Nordwestlich von Hermsdorf befindet sich der Berliner Ortsteil Frohnau.
Die Abgrenzung zu Tegel im Westen folgt dem Waldrand, bis dieser auf das Tegeler Fließ, eine eiszeitliche Abflussrinne, trifft. Der übrige Grenzverlauf ist bis zur Stadtgrenze im Nordosten mit dem Fließtal identisch. Jenseits des Bachs liegen östlich beziehungsweise südöstlich die Ortsteile Lübars und Waidmannslust.

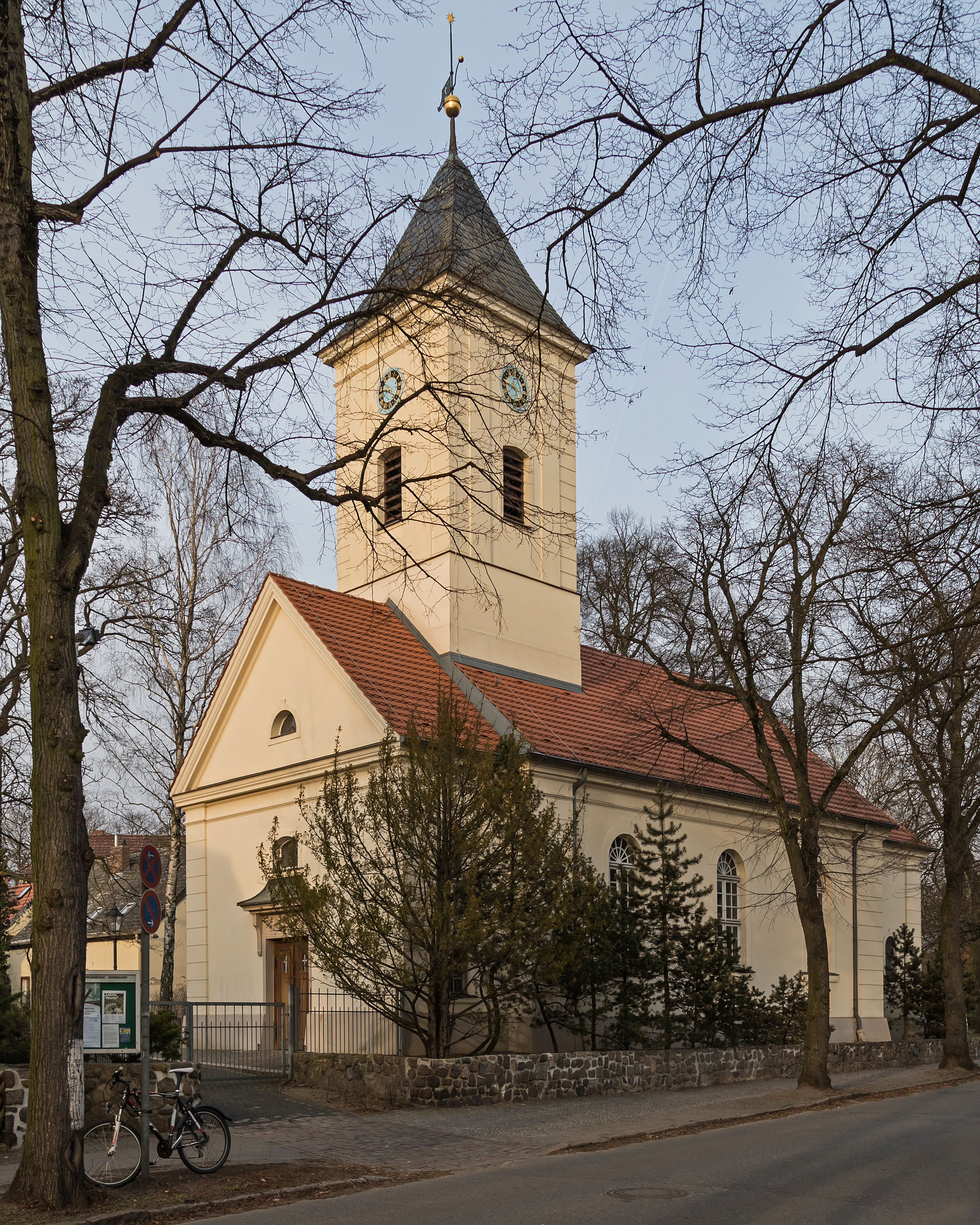
Dorfkirche

Der historische Ortskern befindet sich am östlichen Ende der Straße Alt-Hermsdorf. Der Ursprung Hermsdorfs liegt also im Südosten des heutigen Ortsgebiets, etwa einen Kilometer westlich des Hermsdorfer Sees, dem größten Gewässer des Ortsteils. Dazwischen liegt das sogenannte „Seebadviertel“, nördlich davon ehemalige Tongruben und Torfstiche sowie der Waldsee mit dem umliegenden Waldseeviertel.
Als Ortsteilzentrum hat sich die Heinsestraße am S-Bahnhof Berlin-Hermsdorf etabliert. Nordwestlich davon liegt das Kurviertel mit dem Dominikus-Krankenhaus. Der städtische Friedhof Hermsdorf an der Frohnauer Straße gehört geografisch bereits zum Ortsteil Frohnau.

### Gewässer
- Brandpfuhl
- Ceciliengraben
- Dominicusteich
- Ehemalige Tongruben
- Gartenteich
- Golzteich
- Hermsdorfer See
- Tegeler Fließ
- Hohenfeldteich
- Langer Teichpfuhl
- Sylvesterteich
- Waldsee
- Wernickepfuhl
- Wickengartenteich
- Wolfsteich

## Geschichte

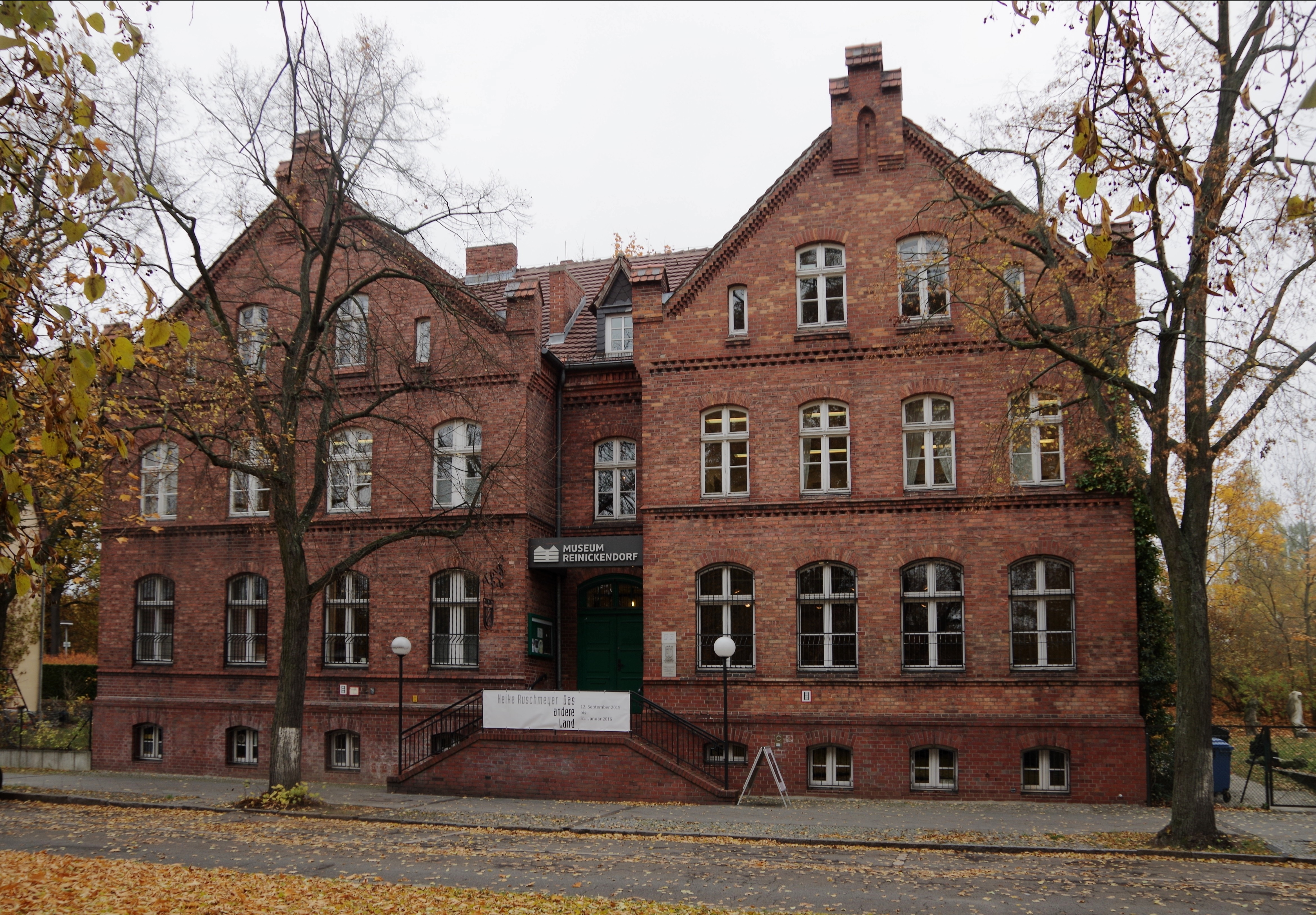
Ehemalige Gemeindeschule, heute Heimatmuseum

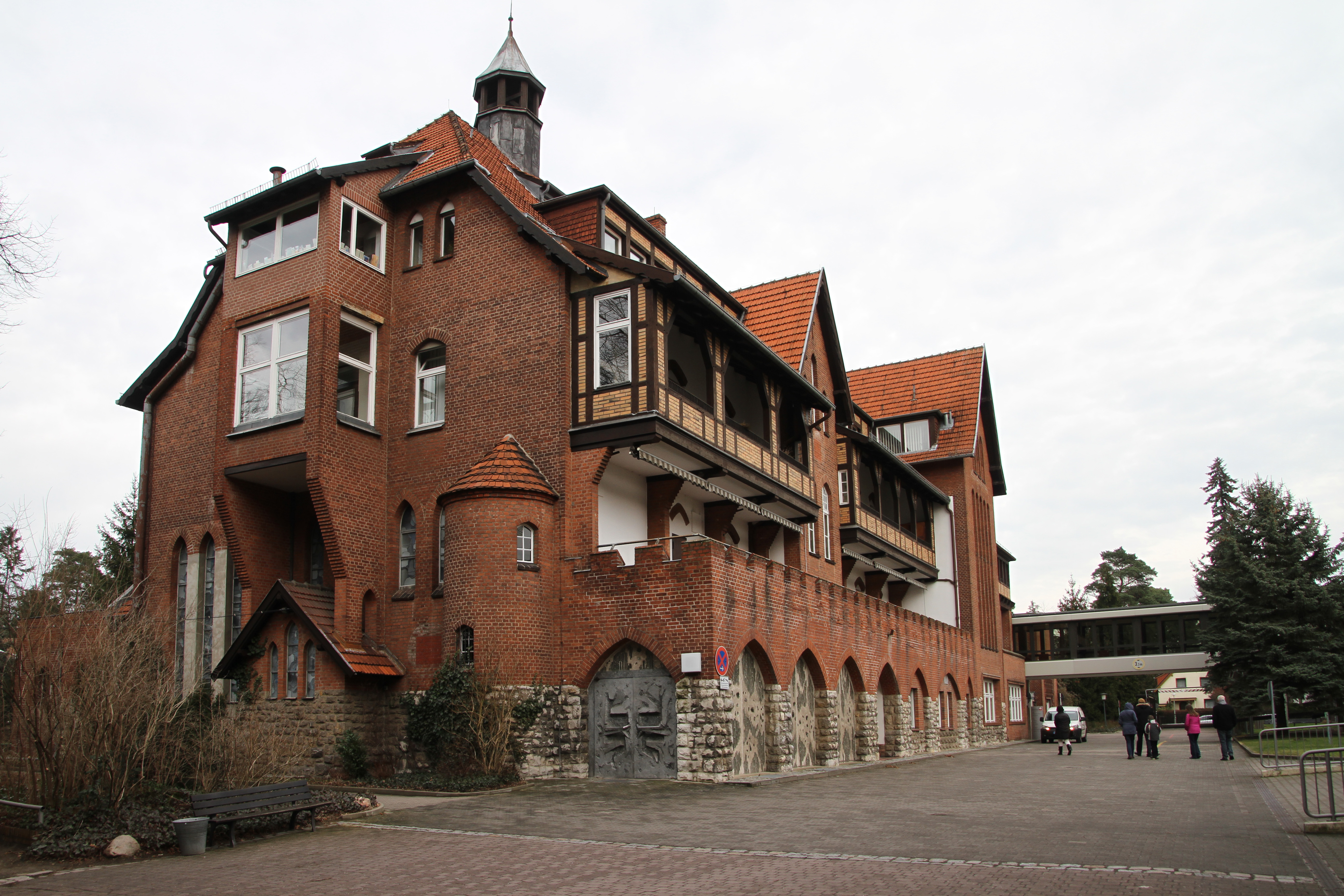
Dominikus-Krankenhaus

Ende des 11. Jahrhunderts entstand eine spätslawische Siedlung am Tegeler Fließ. Es handelte sich um die halbkreisförmige Anlage eines platzartig erweiterten Sackgassendorfes (Sackanger, ähnlich wie das Museumsdorf Düppel und die ursprüngliche Anlage von Lankwitz), nicht jedoch um einen Rundling, wie die irreführende Straßenbezeichnung „Rundlingsteig“ nahelegt. Um 1230 nahmen deutsche Zuzügler das Dorf in ihren Besitz unter Beibehaltung der slawischen Bevölkerung. Mit der Übernahme der slawischen Siedlung in deutsche Hände wird wie üblich eine Holzkirche entstanden sein. Der genaue Zeitpunkt ist zwar unbekannt, aber 1988 wurden bei Grabungen des Berliner Landesdenkmalamtes unter den Resten einer im 16. Jahrhundert am Sackanger errichteten Fachwerkkirche auch archäologische Spuren einer Holzkirche gefunden, die wahrscheinlich aus der ersten Hälfte des 13. Jahrhunderts stammen. Hermsdorf wurde erstmals 1349 (als Hermanstorp) urkundlich erwähnt. Im Landbuch Karls IV. von 1375 werden fünf Höfe genannt mit dem Hinweis, dass sie keine (vermessenen) Hufen haben, sondern nur (unvermessene) Äcker. Außerdem werden drei wüste Höfe erwähnt. Erstmals 1450 werden 16 Hufe gezählt, von denen zwei Hufe wüst sind. Im Jahr 1541, also zwei Jahre nach der Reformation in Brandenburg, wird ein Pfarrer genannt, der die Gemeinde von Dalldorf (heute: Wittenau) aus betreut hat. Die spätmittelalterliche Fachwerkkirche wurde 1756 abgebrochen und durch eine neue Fachwerkkirche am heutigen Standort der Dorfkirche ersetzt.
Hermsdorf ging 1349 im Rahmen der Umformung zu einem Gut an Ritter Busse Milow, von 1585 bis 1694 an die von Götze zu Rosenthal. Um 1585 errichtete diese Familie einen Rittersitz, der um 1640 im Dreißigjährigen Krieg zerstört wurde. Des Weiteren waren von 1489 bis 1634 Besitzungen am Dorf durch die von Pfuel verzeichnet.
Im Jahr 1865 wurde eine Postagentur eingerichtet. 1898 wurde eine Solequelle entdeckt, die allerdings zehn Jahre später bereits wieder versiegte. Der Ort hieß damals Hermsdorf in der Mark.
Eine ebenerdige Haltestelle der Berliner Nordbahn wurde 1877 eröffnet, deren Gleise zwischen 1909 und 1910 auf den heutigen Bahndamm hochgelegt wurden. Am heutigen Bahnhof Hermsdorf, der 1913 eingeweiht wurde, halten die Züge der elektrischen S-Bahn seit 1925.
Am 1. April 1907 wurde der Gutsbezirk Hermsdorf in die Landgemeinde eingegliedert. Im selben Jahr wurden ein Gas- und ein Wasserwerk errichtet, 1914 wurde die Feuerwache eingeweiht. 1920 wurde Hermsdorf aus dem Landkreis Niederbarnim in der preußischen Provinz Brandenburg nach Groß-Berlin eingemeindet und gehört seitdem zum Berliner Bezirk Reinickendorf. Im gleichen Jahr wurde das Dominikus-Krankenhaus eingeweiht.
Zwischen 1923 und 1926 hatte die Hermsdorfer Celluloidwarenfabrik auch Zelluloidpuppen im Angebot; sie trugen als Markenzeichen einen Marienkäfer mit den Buchstaben DADA.
Wappen

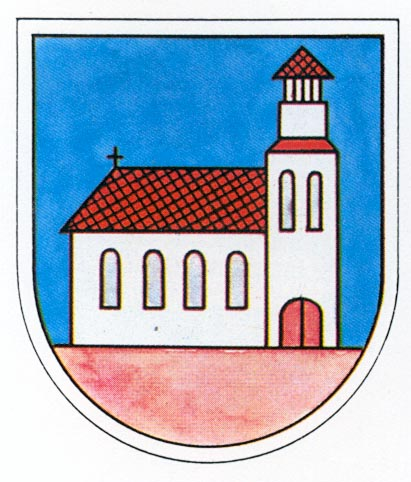
Wappen von Hermsdorf

Das Wappen des Ortsteils zeigt eine silberne Kirche mit dem Turm auf der heraldisch linken Seite vor blauem Himmel auf rotem Boden.

## Bevölkerung
| Jahr | Gemeinde | Gutsbezirk | zusammen |
| ---- | -------- | ---------- | -------- |
| 1858 | 0.420    | 037        | 0.457    |
| 1871 | 0.461    | 167        | 0.628    |
| 1885 | 0.626    | 035        | 0.661    |
| 1895 | 1.714    | 013        | 1.727    |

| Jahr | Einwohner |
| ---- | --------- |
| 1905 | 003.982   |
| 1910 | 005.793   |
| 1919 | 007.672   |
| 1925 | 09.005    |
| 1930 | 10.962    |
| 1938 | 14.768    |
| 1946 | 16.851    |

| Jahr | Einwohner |
| ---- | --------- |
| 1950 | 17.760    |
| 1960 | 15.370    |
| 1970 | 15.286    |
| 1987 | 16.450    |
| 1995 | 17.715    |
| 2000 | 17.217    |

| Jahr | Einwohner |
| ---- | --------- |
| 2007 | 16.579    |
| 2010 | 16.230    |
| 2015 | 16.298    |
| 2020 | 16.726    |
| 2021 | 16.644    |
| 2022 | 16.726    |
| 2023 | 16.611    |
| 2024 | 16.607    |

## Sehenswürdigkeiten
- Alter Dorfkern (unter Denkmalschutz)[14]
- Dorfkirche Hermsdorf, barocker Saalbau von 1830 (evangelisch)
- Apostel-Paulus-Kirche, 1935 eingeweiht (evangelisch)
- Maria-Gnaden-Kirche von 1934 (katholisch)
- Museum Reinickendorf mit Ausstellung zur Geschichte des Bezirks Reinickendorf und seiner Ortsteile, Alt-Hermsdorf 35[15]

## Infrastruktur

### Verkehr

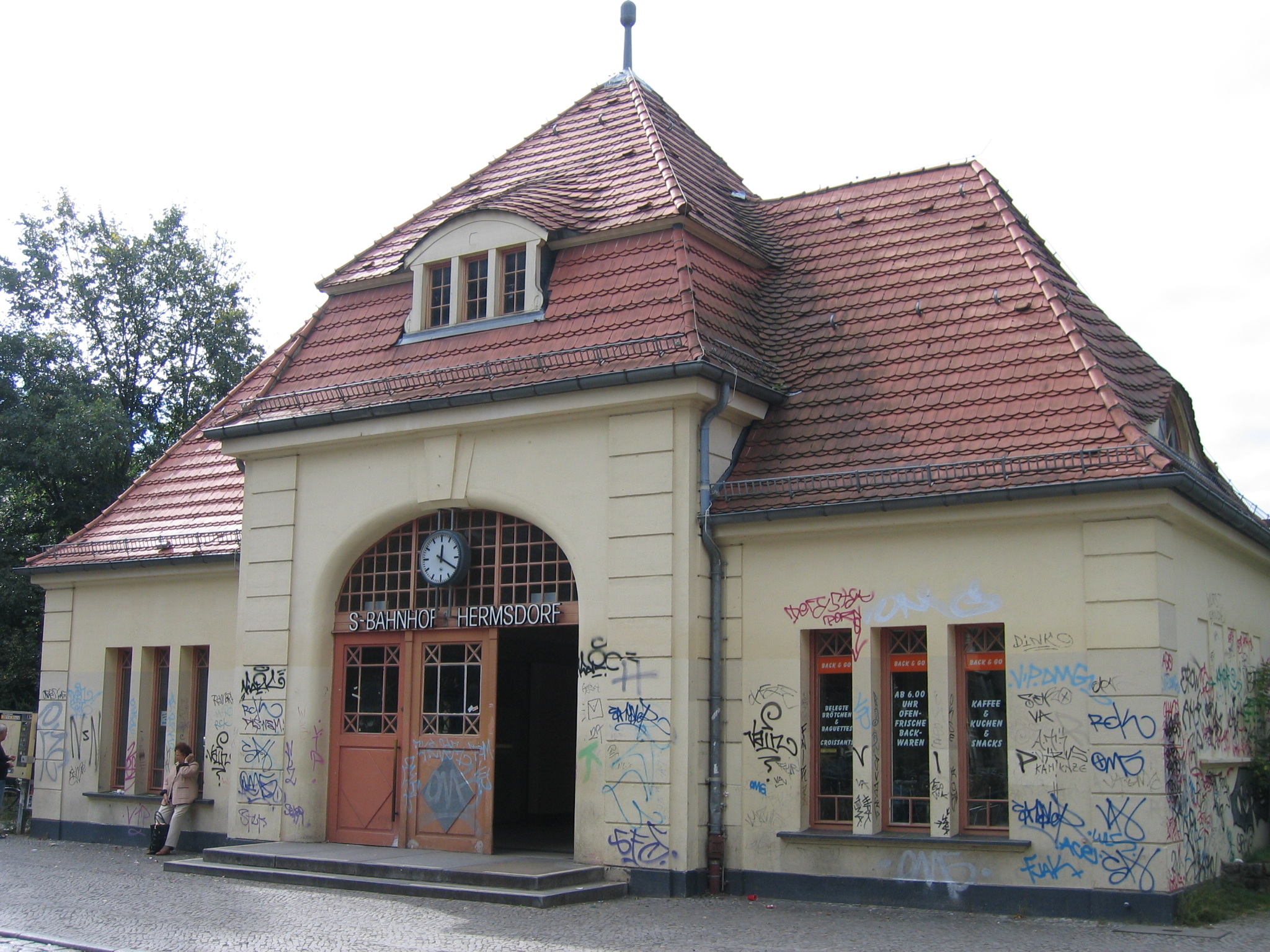
Bahnhof Hermsdorf

Die Strecke der Berliner Nordbahn durchzieht den Ortsteil von Nordwest nach Südost. Am Bahnhof Hermsdorf halten die Züge der S-Bahn-Linie S1 (Oranienburg – Friedrichstraße – Wannsee).
Die Buslinie 125 der BVG verbindet den Ortsteil über den Hermsdorfer Damm mit dem S-Bahnhof Tegel und dem U-Bahnhof Alt-Tegel. Die Buslinie 220 verkehrt auf der Berliner Straße zum S- und U-Bahnhof Wittenau. Für das von beiden Buslinien nicht unmittelbar erreichbare Wohngebiet östlich des Waldsees verkehrt der „Kiezbus“ 326 vom S-Bahnhof Hermsdorf.
Hauptverkehrsstraßen sind die östlich des Bahndamms in Nord-Süd-Richtung verlaufende Berliner Straße (Bundesstraße 96) und der Hermsdorfer Damm, der – die B 96 und die Bahnstrecke kreuzend – Hermsdorf mit der Anschlussstelle Waidmannsluster Damm der A 111 und mit dem Ortsteil Tegel verbindet.

### Bildung
- Grundschule am Fließtal, Seebadstraße 42/43
- Gustav-Dreyer-Schule (Grundschule), Freiherr-vom-Stein-Straße 31
- Richard-Keller-Schule (Schule für Lernbehinderte), Olafstraße 32
- Carl-Bosch-Schule (Sekundarschule), Frohnauer Straße 74–80
- Carl-Benz-Oberschule (Sekundarschule), Heidenheimer Straße 53
- Georg-Herwegh-Gymnasium, Fellbacher Straße 18

### Sport
- VfB Hermsdorf, 1899 gegründet

## Persönlichkeiten

### Söhne und Töchter Hermsdorfs
- Herbert Lindner (1892–1944), Unternehmer und Erfinder
- Ulrich Kottenrodt (1906–1984), Bildhauer
- Ilse Koehn (1929–1991), Schriftstellerin
- Hartmut Nordsieck (1940–2022), Malakologe, Lehrer und Autor
- Anna Rheinsberg (* 1956), Schriftstellerin
- Christian Hanke (* 1962), Politiker (SPD)
- Frank Steffel (* 1966), Politiker (CDU)
- Erik Manouz (* 1978), Sänger
- Khuê Phạm (* 1982), Journalistin

### Mit Hermsdorf verbundene Persönlichkeiten

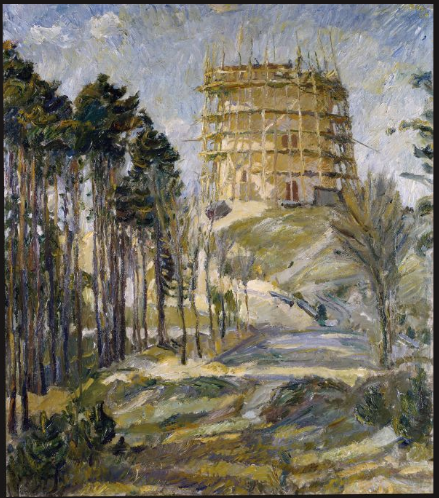
Max Beckmann: Wasserturm in Hermsdorf, 1909, Städel, Frankfurt am Main

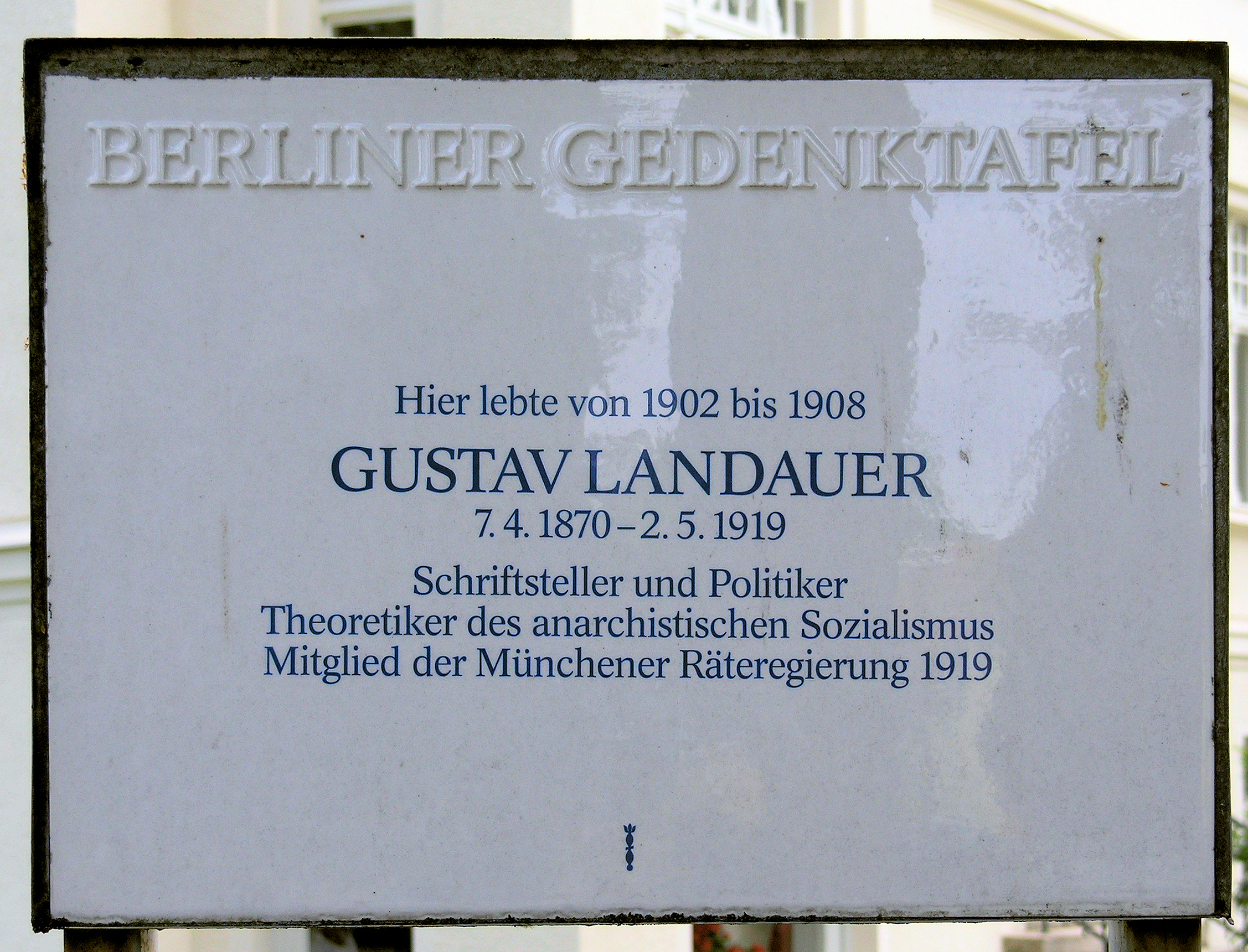
Gedenktafel für Gustav Landauer, Schloßstraße 17

- Robert Mielke (1863–1935), Volkskundler und Siedlungsforscher, lebte zuletzt in der Bismarckstraße[16] 168/170 (heute: Hermsdorfer Damm)
- Karl Cornelius (1868–1938), Architekt des S-Bahnhofs Hermsdorf
- Friedrich Karl Kleine (1869–1951), Mikrobiologe und Pharmakologe, lebte seit dem Zweiten Weltkrieg bis 1948 in Hermsdorf
- Gustav Landauer (1870–1919), Theoretiker des Anarchismus in Deutschland, lebte von 1902 bis 1908 in der Schloßstraße 17 (Gedenktafel)
- Benedikt Momme Nissen (1870–1943), Maler und Schriftsteller, lebte in Hermsdorf
- Ina von Grumbkow (1872–1942), Autorin, wohnte 1936 am Friedrichstaler Weg 19[17]
- Minna Beckmann-Tube (1881–1964), Malerin und Opernsängerin, erste Frau von Max Beckmann, lebte in Hermsdorf
- Max Beckmann (1884–1950), Maler und Grafiker, zog 1907 in das von seiner Frau entworfene Haus in Hermsdorf, lebte und wirkte dort bis 1914
- Hans Blüher (1888–1955), Schriftsteller und Philosoph, lebte seit 1924 in Hermsdorf
- Erich Kästner (1899–1974), Schriftsteller, lebte 1966–1969 in der Parkstraße 3a am Waldsee
- Karl Steiner (1899–1983), Finanzwissenschaftler und -politiker, war 1945 Ortsbürgermeister
- Annemarie Wolff-Richter (1900–1945), Heilpädagogin und Individualpsychologin, 1926–1937 Leiterin des Kinderheims in der Schulzendorfer Straße
- Eugen Neutert (1905–1943), Widerstandskämpfer gegen den Nationalsozialismus, lebte in Hermsdorf
- Gottfried Müller (1914–1993), Kirchenmusiker in Hermsdorf
- Edmund Wronski (1922–2020), Politiker (CDU), lebte in Hermsdorf
- Uschi Janke (* 1924), Tischtennisspielerin, lebte in Hermsdorf
- Werner Bethsold (1925–2019), Fotograf, lebte in Hermsdorf
- Peter Schäfer (1931–2016), Historiker, Professor für nordamerikanische Geschichte, in Hermsdorf aufgewachsen
- Reinhard Kiauka (* 1967), Leiter des Stabsmusikkorps der Bundeswehr, lebt in Hermsdorf
- Stephan Schmidt (* 1973), Politiker (CDU), in Hermsdorf aufgewachsen
- Nico (* 1983), Mitglied der Hip-Hop-Formation K.I.Z, in Hermsdorf aufgewachsen
- Desirée Schumann (* 1990), Fußballspielerin, spielte von 1997 bis 2006 beim VfB Hermsdorf
- Joy Lee Juana Abiola-Müller (* 1991), Schauspielerin, in Hermsdorf aufgewachsen